# Agonist dopamina
Agoníst dopamína ali dopaminski agonist je učinkovina iz skupine dopaminergikov, ki se kot agonist veže na dopaminske receptorje. Znižujejo tudi plazemsko koncentracijo prolaktina in somatotropina. Agonisti dopamina se uporabljajo kot antiparkinsoniki (za zdravljenje parkinsonizma) ter pri hiperprolaktinemiji in sindromu nemirnih nog.
Dopaminske agoniste razvrščamo v dve podskupini: ergolinski in neergolinski agonisti. Oboji se vežejo na dopaminske receptorje D2. Ergolinska agonista dopamina sta na primer kabergolin in bromokriptin, neergolinski pa pramipeksiol, ropinirol in rotigotin. Zaradi povečanega tveganja za tvorbo hrustanca na srčnih zaklopkah se dandanes ergolinski agonisti dopamina redkeje uporabljajo.

## Predstavniki
Dopaminske agoniste razvrščamo v dve podskupini: ergolinski agonisti dopamina (agonisti dopamina prve generacije) in neergolinski agonisti dopamina (agonisti dopamina druge generacije):
- ergolinski:
  - bromokriptin
  - kabergolin
  - lizurid
  - pergolid
- neergolinski:
  - apomorfin
  - piribedil
  - pramipeksol
  - ropinirol
  - rotigotin

## Klinična uporaba

### Parkinsonova bolezen
Agonisti dopamina se najpogosteje uporabljajo za zdravljenje parkinsonove bolezni. Vzrok parkinsonove bolezni ni znan, je pa povezana tako z genskimi kot okolijskimi dejavniki. Gre za propadanje dopaminskih nevronov v možganih. Ker ti nevroni proizvajajo živčni prenašalec dopamin, se z njihovim propadanjem znižuje raven dopamina v osrednjem živčevju. Možgani več ne delujejo normalno in pojavlja se nenormalna možganska aktivnost, ki naposled vodi v značilne simptome.
Za zdravljenje parkinsonove bolezni se uporabljata dva temeljna pristopa, nadomeščanje dopamina ali posnemanje njegovih učinkov. Dopaminski agonisti delujejo neposredno z vezavo na dopaminske receptorje in tako posnemajo učinke, kot jih ima dopamin.

### Hiperprolaktinemija
Dopamin zavira sintezo in izločanje prolaktin sproščajočih dejavnikov preko vezave na D2-podobne receptorje in tako deluje kot dejavnik, ki zavira prolaktin. Posledično se agonisti dopamina uporabljajo kot zdravila izbora za zdravljenje hiperprolaktinemije. Pri hiperprolaktinemiji se uporabljajo zlasti ergolinska agonista dopamina, bromokriptin in kabergolin. Raziskave so pokazale, da agonisti dopamina zmanjšajo velikost prolaktinomov, in sicer z zaviranjem izločanja prekomernih količin prolaktina.

### Sindrom nemirnih nog
Sindrom nemirnih nog, ki se kaže kot neprijeten občutek v nogah, ki bolnika prisili k premiku nog, je motnja, ki je povezana z dopaminsko aktivnostjo. Simptomi sindromi nemirnih nog se lahko ublažijo z uporabo zdravil, ki spodbujajo dopaminske receptorje ali ki povečajo ravni dopamina v možganih. Učinkovitost dopaminskih agonistih pri zdravljenju sindroma nemirnih nog je ugotavljalo več kliničnih preskušanj. Zaradi kliničnih dokazov učinkovitosti so agonisti dopamina zdravila izbora pri zdravljenju hujše, refraktarne oblike sindroma nemirnih nog.
Za zdravljenje sindroma nemirnih nog se uporabljajo pramipeksol in ropinirol v obliki tablet ter rotigotin v obliki transdermalnih obližev.

## Varnost
Agonisti dopamina se primarno uporabljajo za zdravljenje parkinsonove bolezni (zlasti v kombinaciji z levodopa|levodopo) in varnostni profil je najbolj izpričan pri tej indikaciji. Agonisti dopamina prve generacije (ergolinski agonisti dopamina) izkazujejo več neželenih učinkov, saj so manj selektivni in vplivajo tudi na nekatere druge receptorje.
Najpogostejši neželeni učinki so zaprtje, slabost in glavobol. Med hude neželene učinke med drugim spadajo halucinacije, periferni edemi, razjede v prebavilih, pljučna fibroza in psihoze.
Uporabo dopaminskih agonistov so povezali tudi z neželenimi učinki na srce, kot so hipotenzija, srčna kap, kongestivna srčna insuficienca, srčna fibroza, perikardialni izliv in tahikardija.
Pri skoraj tretjini bolnikov, ki uporabljajo agoniste dopamina, poročajo o dremavosti (somnolenci) in napadih zaspanosti. Pojavijo se lahko tudi nespečnost in druge motnje spanja.
Agonisti dopamina lahko povzročijo tudi motnjo nadzora impulzov, ki se kaže kot kompulzivno nakupovanje, igranje iger na srečo, hiperseksualnost in prenajedanje in lahko predstavlja hud neželeni učinek.
Po dolgotrajnešem zdravljenju se lahko ob prekinitvi ali zmanjšanju odmerka pojavi odtegnitveni sindrom; pojavijo se lahko tesnobnost, napadi panike, disforija, depresija, razdraženost, samomorilske misli, utrujenost, ortostatska hipotenzija, slabost, bruhanje, čezmerno potenje, bolečine in želja po uporabi zdravila. Pri nekaterih posameznikih so znaki odtegnitvenega sindroma kratkoživi in sčasoma povsem izzvenijo, pri nekaterih pa vztrajajo tudi več mesecev ali let.